# 勐板土千总
勐板土千总是晚清民国时期的世袭土司，位于今云南省德宏傣族景颇族自治州芒市辖境内。历史上勐板地方归属关系变化复杂，史学家尤中评价是“西南边疆地区历史归属关系变化的缩影”:288。

## 历史
蒋家在元时随赛典赤·赡思丁到云南，原为契丹人耶律氏，到保山后改姓阿，又改姓莽，最后改姓蒋:287。初到云南时驻守保山，后落籍施甸，又经平戛到勐板:287。元明时期，勐板是平戛千夫长的“本属”，由施甸长官司所辖:4，实际则是荒外瓯脱的地方:8（芒市土司史料中则记载勐板由芒市管辖，五世土司放福时期（1542年－1573年）勐板与勐牙发生暴乱从芒市分离:121-122）。万历二十一年（1593年），因在明缅战争中从征有功，云南巡抚陈用宾升勐板首领蒋思孝为千夫长:9。清朝前期，木邦与中国关系逐渐疏远，开始蚕食周边土司地方，在乾隆二十四年（1759年）之前，勐板已被木邦吞并，成为木邦下辖的三个“诏法”之一:9-10。
光绪二十五年（1899年），中英勘界以曼辛河为界，将勐板划作两半，北属中国，南属缅甸:288。清廷委任地方首领蒋金龙为勐板土千总，英国则在缅境勐板地设置了捧线土司:254。英方曾邀请蒋金龙赴捧线做官，蒋金龙拒绝，并推荐勐板尖山的蒋文旺到捧线当官:255。蒋金龙于光绪三十三年（1905年）因年老体迈呈请告替，子蒋广发顶袭:255。
民国元年（1912年），云南省政府设立芒板弹压委员管理芒市土司与勐板土千总，民国4年（1915年）改属芒遮板行政委员，行政委员于民国21年（1932年）改置设治局，民国23年（1934年）更名潞西设治局:12。民国21年（1932年），蒋广发告替，蒋家俊承袭勐板土千总:261-262。民国35年（1946年），蒋家俊病故，潞西设治局委任其弟蒋家杰为勐板土千总代办:264。
1950年2月，蒋家杰与芒市土司代办方克光、遮放土司多英培、陇川土司多永安、瑞丽土司衎景泰联合订立“拥护解放誓词”，表示拥护中央人民政府:266。随着1955年潞西土地改革运动的结束，勐板土司制度被废除。

## 地域范围
中英划界前，勐板辖地东西100余公里，南北40公里:267。划界后，勐板被一分为二，范围大致是：东部沿潞西、龙陵两县交界，北部界线从平河与勐旺之间通过，往西以香果林背后的山岭为界，再往西到三角岩（三角岩是芒市、遮放、勐板三土司的交界，三角岩寨属遮放），再往南到邦瓦，南部边界是曼辛河与怒江:288。勐板共管辖有七十多个村寨，包括今芒市中山乡全境、法帕平河、勐戛杨家厂等地:288。

## 政治
土千总由朝廷任命，为境内最高政治军事经济首领，其叔伯兄弟担任属官。汉族村寨委任乡老、伙头管理，景颇族村寨委任山官、捧猛管理，傈僳族村寨委任伙头管理，各村寨头人相当于保甲长，负责民事管理，且无薪俸，仍需向土千总缴纳田赋。:269-270

## 经济
勐板自然条件恶劣，农业生产非常落后。20世纪初，中缅贸易兴盛，勐板成为腾冲、保山马帮前往缅甸的一个通道，每匹骡马收大洋一元作治安保路费用，每年收缴5,000－8,000大洋，成为土司署的主要经济收入。:271

## 文化
勐板境内民族主要是汉族、傈僳族、景颇族和德昂族。德昂族信奉上座部佛教，芒丙建有缅寺一座，土千总曾划给公田一块作祭祀饭僧之用。20世纪初，新教中国内地会派遣美籍牧师查尔斯·高曼（Charles Gowman）到木城坡传教，蒋广发看到傈僳族群众信奉基督教后不再种植贩卖鸦片，也不斗殴偷盗，认为基督教有益于地方教化，因此对高曼的传教给予保护支持:273-274。

## 教育
勐板司署注重地方文化教育，蒋金龙于1903年聘请龙陵前清典史候选经政厅正堂的赵存仁为幕宾，并开设私塾，蒋广发任职期间曾办起勐板第一所两级小学:272。蒋广发的三子蒋家骅（蒋家杰之弟）在学术领域深造，20世纪50年代进入中央民族学院工作:256，后受聘为云南民族学院历史系教授:32。

## 历任土千总
勐板土千总共传袭三代：:483
| 世代   | 姓名        | 在位时间       | 年限 | 备注       |
| ------ | ----------- | -------------- | ---- | ---------- |
| 第一世 | 蒋金龙      | 1899－1905     | 6年  |            |
| 第二世 | 蒋广发      | 1905年－1932年 | 27年 | 蒋金龙长子 |
| 第三世 | 蒋家俊      | 1932年－1946年 | 14年 | 蒋广发长子 |
|        | 蒋家杰 代办 | 1946年－1955年 | 9年  | 蒋广发次子 |